# Московские Чайники
Московские Чайники — российская любительская софтбольная команда, основанная в 1989 г. Владимиром Познером и Валерием Варинским.
Московские Чайники — старейшая команда Московской Софтбольной Лиги, регулярный чемпионат которой проводится с середины мая по середину сентября каждого года по субботам в Парке Дружбы (м. Речной Вокзал). В честь 25-ти летия создания команды учрежден турнир на Кубок Варинского.